# Либби (тауншип, Миннесота)
Либби (англ. Libby) — тауншип в округе Эйткин, Миннесота, США. На 2000 год его население составило 47 человек.

## География
По данным Бюро переписи населения США площадь тауншипа составляет 93,5 км², из которых 89,8 км² занимает суша, а 3,7 км² — вода (3,96 %).

## Демография
По данным переписи населения 2000 года здесь находились 47 человек, 25 домохозяйств и 15 семей. Плотность населения —  0,5 чел./км². На территории тауншипа расположено 85 построек со средней плотностью 0,9 построек на один квадратный километр. Расовый состав населения: 100,00 % белых.
Из 25 домохозяйств в 12,0 % воспитывались дети до 18 лет, в 56,0 % проживали супружеские пары и в 40,0 % домохозяйств проживали несемейные люди. 32,0 % домохозяйств состояли из одного человека, при том 12,0 % из — одиноких пожилых людей старше 65 лет. Средний размер домохозяйства — 1,88, а семьи — 2,20 человека.
8,5 % населения — младше 18 лет, 2,1 % — в возрасте от 18 до 24 лет, 19,1 % — от 25 до 44, 40,4 % — от 45 до 64, и 29,8 % — старше 65 лет. Средний возраст — 58 лет. На каждые 100 женщин приходилось 95,8 мужчин. На каждые 100 женщин старше 18 приходилось 104,8 мужчин.
Средний годовой доход домохозяйства составлял 23 750 долларов, а средний годовой доход семьи —  53 750 долларов. Средний доход мужчин —  38 750  долларов, в то время как у женщин — 23 750. Доход на душу населения составил 25 971 доллар. За чертой бедности находились 12,5 % семей и 21,4 % всего населения тауншипа, из которых 100,0 % младше 18 и 22,2 % старше 65 лет.